# Strøby Egede
Strøby Egede es una localidad danesa de la costa oriental de Selandia. Es la localidad más poblada del municipio de Stevns, con 3.957 habitantes en 2013. Es principalmente una localidad turística, con residencias de veraneo.
El centro de Strøby Egede se encuentra a 8 km al sur de Køge. La localidad se extiende por varios kilómetros a lo largo de la orilla sur de la bahía de Køge, en la costa báltica. Limita al noreste con el bosque Pramskov, en el noreste, y con el bosque de Magleby al sureste. Cerca de la ciudad corre el río Tryggevælde, uno de los más largos de la isla.
Su crecimiento se debió a la explosión turística de la región, cercana a la capital nacional. Terminó fusionándose con Strøby Ladeplads, una antigua localidad al sureste que originalmente servía de puerto al pequeño pueblo de Strøby.
Strøby Egede cuenta con varios kilómetros de playa y muelles para embarcaciones deportivas. En sus cercanías se encuentra un club de golf y un sitio de acampada. 
En la zona se descubrió la llamada tumba de Strøby, una gran tumba de la Edad de Piedra de más de 6000 años, cuyos restos se resguardan en el Museo de Køge.